# アレックス・カスバート
アレックス・カスバート（Alex Cuthbert、1990年4月5日 - ）は、ユナイテッド・ラグビー・チャンピオンシップ、オスプリーズに所属するラグビー選手。

## プロフィール
- イングランド・グロスター出身。
- ポジションはウィング(WTB)。
- 身長 191cm、体重 105kg
- ウェールズ代表キャップは50（2022年12月現在）でラグビーワールドカップ2015のウェールズ代表に選ばれた[1]。
- ブリティッシュ・アンド・アイリッシュ・ライオンズに選ばれたことがある[2]。
- バーバリアンズに選ばれたことがある[3]。

## 略歴
カーディフ、UWIC、カーディフ・ブルーズ、2018年、エクセター・チーフスに加入。
2013年、オスプリーズに加入。